# Theux
Theux é um município da Bélgica localizado no distrito de Verviers, província de Liège, região da Valônia.